# Myoprocta acouchy
Myoprocta acouchy är en däggdjursart som först beskrevs av Johann Christian Polycarp Erxleben 1777.  Myoprocta acouchy ingår i släktet svansagutier och familjen Agoutidae. IUCN kategoriserar arten globalt som livskraftig. Inga underarter finns listade i Catalogue of Life.

## Utseende
Arten blir med svans 38,6 till 46,8 cm lång och den väger 1,05 till 1,45 kg. På ryggens topp och på stjärten förekommer mörk rödaktig till svart päls som kan ha en olivgrön skugga. Mot kroppens sidor och på extremiteternas utsida blir pälsen kastanjebrun till orangeröd. Svansen är hos Myoprocta acouchy smal och vit på undersidan. Vid framtassen är tummen förminskad och den är liksom de andra fyra fingrarna utrustad med en klo. Vid bakfötterna finns bara tre tår med klor som liknar hovar. Ansiktet kännetecknas av nakna områden kring munnen, kring ögonen och bakom öronen. Arten har svarta morrhår. Täckhåren på ryggen och bakdelen är enfärgade vad som skiljer arten från Myoprocta pratti.

## Utbredning
Denna gnagare förekommer främst i regionen Guyana i nordöstra Sydamerika samt i angränsande områden av Brasilien. Den lever där i tropiska städsegröna skogar.

## Ekologi
Myoprocta acouchy är aktiv på dagen och den går främst på marken. Liksom ekorren skapar den gömmor med föda under markytan. Exemplaren varnar varande för faror med skrik, kvittrande läten och genom att trumma med foten på marken.
Individerna äter huvudsakligen frukter och nötter. De bildar i fångenskap monogama par. Dräktigheten varar i genomsnitt 99 dagar och sedan föds oftast tvillingar. För ytterligare informationer angående fortplantningssättet se släktets artikel.